# 송계별업 터
송계별업 터(松溪別業 址)는 서울특별시 강북구 수유동에 있다. 2019년 8월 8일 서울특별시의 문화재자료 제75호로 지정되었다.

## 개요
강북구 수유동 계곡(구천계곡) 일대에 조성되었던 송계별업은 계곡을 중심으로 步虛閣, 永休堂, 飛虹橋등의 인공구조물과 九天銀瀑, 松溪別業, 蒼壁, 寒潭바위글씨가 자리했던 조선중기 왕실 별장이다. 송계별업은 인평대군(麟坪大君) 요(㴭, 1622-1658)가 청나라에 볼모로 잡혀갔다가 돌아온 후인 1646년에 조성한 곳으로 '송계'는 인평대군의 호이다. 그는 인조의 삼남으로 네차례에 걸쳐 사은사로 청나라에 다녀오는 등 병자호란 이후 왕실의 안정에 크게 기여했던 인물이다. 현재 해당 유적은 인공구조물이 모두 소실되고 九天銀瀑, 松溪別業바위글씨(필자 미상), 계곡 중류 인근의 건물지만 확인된다. 松溪別業바위글씨 바로 아래에 思陵浮石監役畢記(필자미상) 바위글씨가 있어, 별업이 자리했던 계곡에서 후대 왕릉 조성 시 석물 채취가 이뤄진 것을 알 수 있는데 이 과정에서 계곡 인근의 경관 요소가 파괴된 것으로 추정된다.
해당 유적은 북한산에 자리했던 왕실 관련 별업 터의 규모와 성격, 위치를 알려준다는 측면에서 중요하므로 현존하는 두 기의 바위글씨와 계곡 중류 남측에 있는 건물지(영휴당 지로 추정)를 문화재 자료로 지정하여 보존하고자 한다.

## 참고 문헌
- 송계별업 터 - 국가유산청 국가유산포털